# Leptocometes hispidus
Leptocometes hispidus es una especie de escarabajo longicornio del género Leptocometes, tribu Acanthocinini, subfamilia Lamiinae. Fue descrita científicamente por Bates en 1881.

## Descripción
Mide 10,6 milímetros de longitud.

## Distribución
Se distribuye por Costa Rica, El Salvador y México.